# Капитонова, Викторина Валерьевна
Виктори́на Вале́рьевна Капито́нова (род. 30 июня 1985, Чебоксары, Чувашская Автономная Советская Социалистическая Республика, СССР) — российская балерина, прима-балерина в Ballett Zurich в Opera House Zurich с 2010 года.

## Биография
Капитонова родилась в городе Чебоксары Россия. Дочь пчеловода Капитонова Валерия Ивановича и Капитоновой Галины Павловны. Начала учиться балету с 12 лет в студии при театре оперы и балета в Чебоксарах (педагог — Никифорова Галина Федоровна — заслуженная артистка Чувашии, Заслуженный работник культуры Российской Федерации).
В 13 лет Капитонова была принята в класс Давлеевой Валентины Васильевны -Заслуженной артистки Республики Татарстан, в Казанское хореографическое училище художественным руководителем которой была Нинель Юлтыева — советская балерина преподававшая Нинель Юлтыевой. Во время учёбы выиграла приз «Молодой балет России» в Краснодаре (председатель жюри Григорович, Юрий Николаевич), а также была приглашена на стажировку в Московскую государственную академию хореографии. В 2005 году после выпуска была приглашена в Татарский академический государственный театр оперы и балета имени Мусы Джалиля на положение солистки, где танцевала сольные партии в балетах Лебединое озеро, Спящая красавица, Дон Кихот, Баядерка, Коппелия и Щелкунчик. С 2008/2009 сезона переехала в Московский музыкальный театр им. Станиславского и Немировича-Данченко
А 2009/2010 сезон была приглашена ведущей солисткой в Цюрихский оперный театр. Капитонова танцует разные современные хореографические стили и ведущие роли классических балетов, кульминацией стала роль Одилии/Одетты в Лебедином озере в редакции Sporli. В 2012/2013 сезоне балетным директором становится Christian Spuck.
Капитонова была приглашена на партию Одетты/Одилии в Лебедином озере в редакции D. Dean в Хорватский национальный театр в Загребе. Также Капитонова часто выступает в международных балетных гала, таких, как Roberto Bolle and Friends и Marika Besobrazova.
В 2014 году Кристиан Шпук создает балет «Анна Каренина» Льва Толстого специально для Капитоновой.
В 2015 года Капитонова исполнила партию Жизель в балете «Жизель» в редакции Patris Bart на сцене Цюрихского оперного театра с международной звездой Roberto Bolle и Friedemann Vogel

## Награды и признание
Лауреат конкурса «Арабеск» и обладательница специального приза Пермского академического театра оперы и балета им. П. И. Чайковского за лучшее исполнение номера на музыку П. И. Чайковского. 